# Devin Singletary
Devin Singletary (Deerfield Beach, 3 settembre 1997) è un giocatore di football americano statunitense che milita nel ruolo di running back per i New York Giants della National Football League (NFL).

## Carriera

### Buffalo Bills
Singletary fu scelto nel corso del terzo giro (74º assoluto) del Draft NFL 2019 dai Buffalo Bills. Debuttò come professionista nel primo turno contro i New York Jets correndo 70 yard su 4 possessi nella vittoria per 17–16. Il primo touchdown lo segnò la settimana successiva nella vittoria per 28–14 sui New York Giants. Concluse la partita con 57 yard corse prima di lasciare il campo per un infortunio al tendine del ginocchio. Nel dodicesimo turno corse 106 yard su 21 tentativi, venendo premiato come miglior rookie della settimana. La sua prima stagione si chiuse con 775 yard corse e 2 marcature in 12 presenze, 8 delle quali come titolare.

### Houston Texans
Il 20 marzo 2023 Singletary firmó con gli Houston Texans. Nel decimo turno corse un massimo stagionale di 150 yard e un touchdown nella vittoria sui Cincinnati Bengals. Per questa prestazione fu premiato come miglior giocatore offensivo della AFC della settimana e come running back della settimana. Nel turno successivo corse per la prima volta in carriera oltre cento yard in due gare consecutive, terminando con 112 nella vittoria sugli Arizona Cardinals. Nella settimana 15 corse 121 yard nella vittoria ai tempi supplementari contro i Tennessee Titans. Nel primo turno di playoff guidò la squadra con 66 yard corse e un touchdown, con i Texans che eliminarono i Cleveland Browns.

### New York Giants
L'11 marzo 2024 Singletary firmò un contratto triennale del valore di 16,5 milioni di dollari, di cui 9,5 milioni garantiti, con i New York Giants.

## Palmarès
- Giocatore offensivo della AFC della settimana: 1

10ª del 2023
- Running back della settimana:

10ª del 2023
- Rookie della settimana: 1

12ª del 2019